# Janusz Weiss

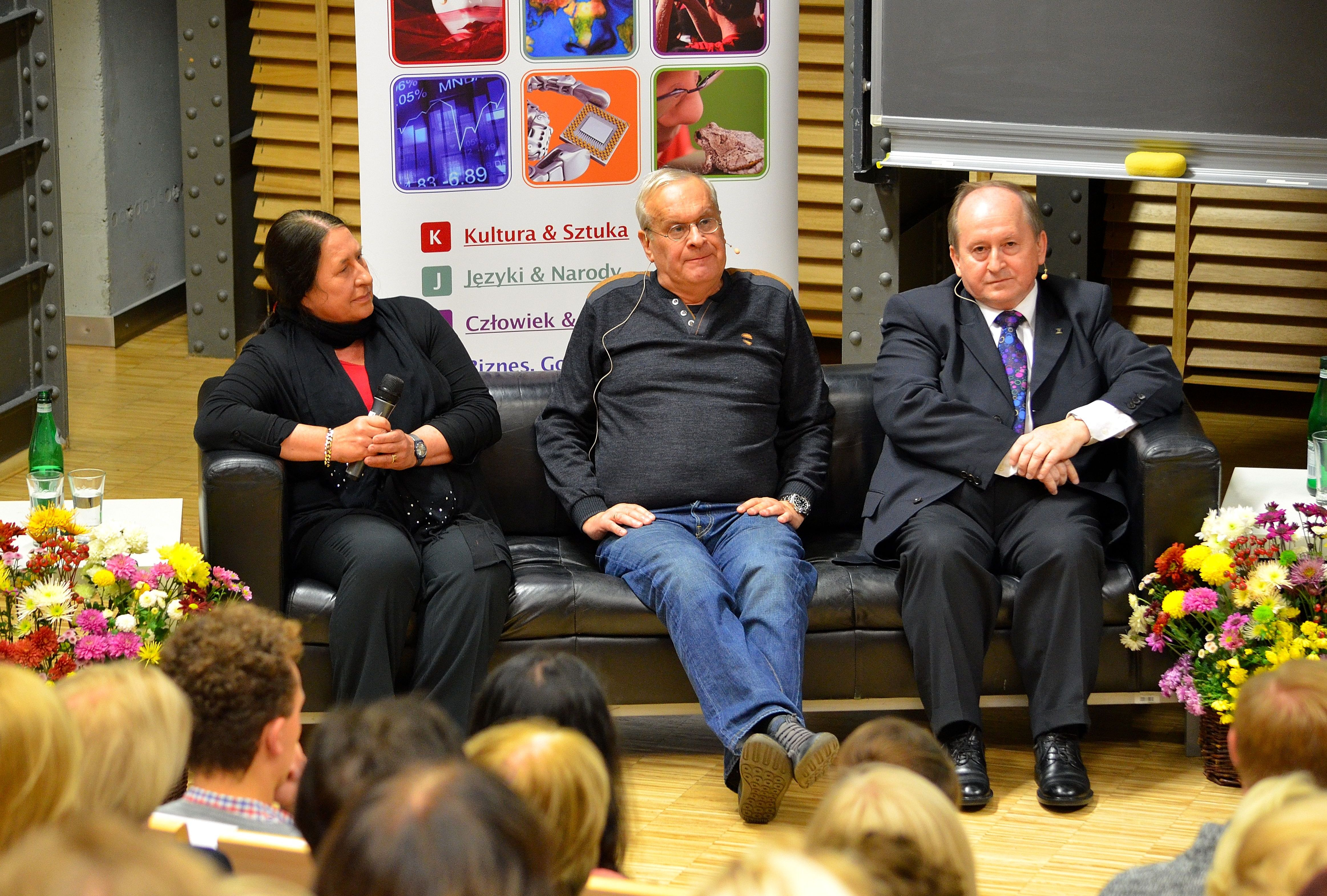
Ewa Czerniawska, Janusz Weiss i Krzysztof Pietraszkiewicz podczas wykładu Uniwersytetu Otwartego UW (2013)

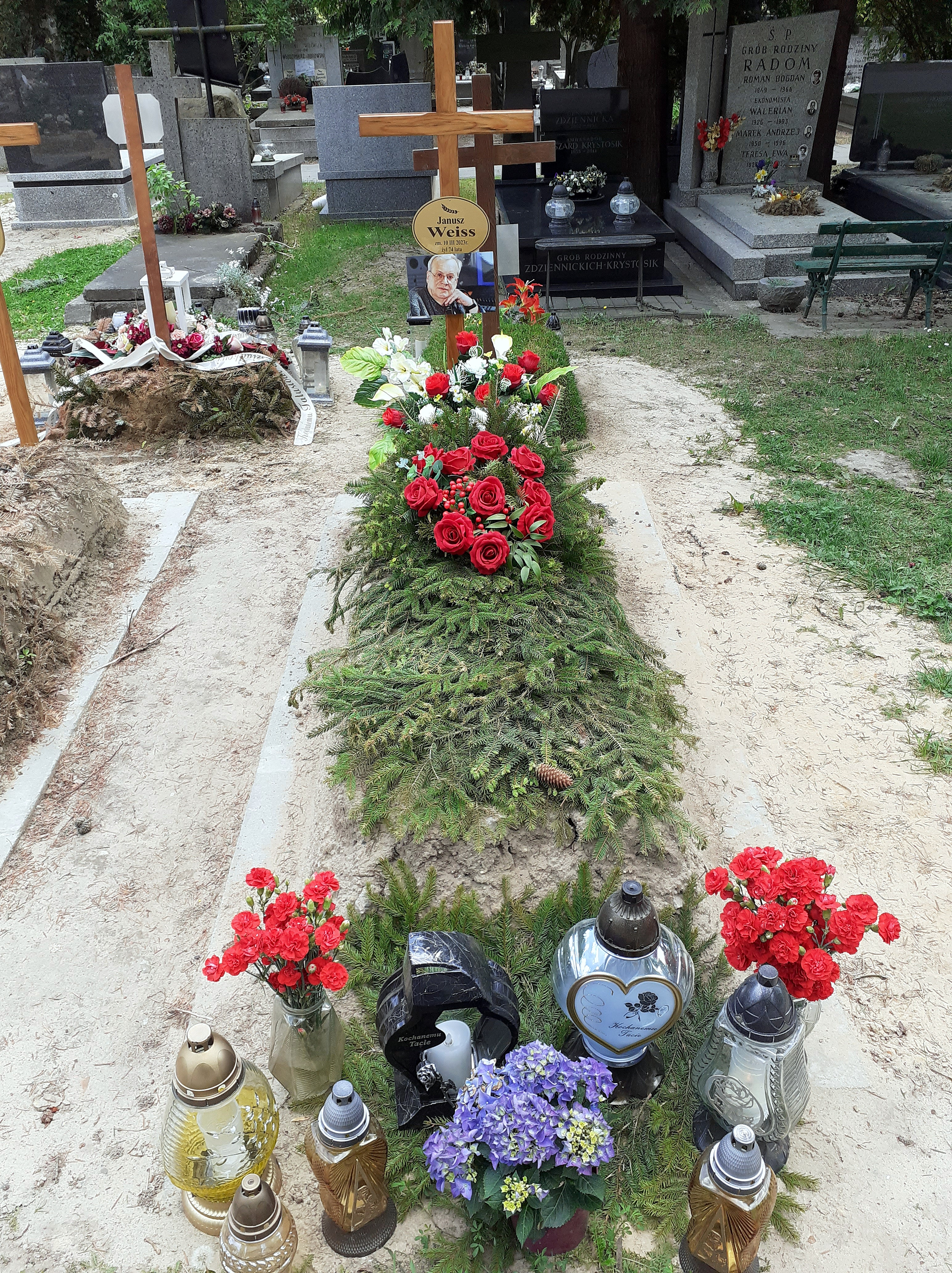
Grób Janusza Weissa w Alei Zasłużonych na cmentarzu Wojskowym na Powązkach w Warszawie

Janusz Alfred Weiss (ur. 31 maja 1948 w Warszawie, zm. 10 marca 2023 tamże) – polski dziennikarz, artysta kabaretowy, prezenter radiowy i telewizyjny, w latach 1990–2013 związany z Radiem Zet, a w latach 2013–2016 z Programem I Polskiego Radia.

## Życiorys

### Pochodzenie i rodzina
Urodził się w rodzinie mieszanej kulturowo, jako syn polskiego Żyda Oskara Weissa (1915–2004), pułkownika Korpusu Bezpieczeństwa Wewnętrznego i Janiny z domu Hajduczenii (1923–1990). Sam określał się przede wszystkim jako Żyd. Urodził się i wychował w Warszawie, miał młodszego o cztery lata brata, Leszka.
Był dwukrotnie żonaty. W 1974 ożenił się z Grażyną, z którą pozostawał w związku małżeńskim do jej śmierci w 2005. Nie mieli dzieci. Z drugą żoną, Maszą, miał dwóch synów: Jana i Maksymiliana.

### Wykształcenie
W 1966 ukończył Liceum Ogólnokształcące im. Klementa Gottwalda w Warszawie. Studiował na Wydziale Chemii Politechniki Warszawskiej, jednak został usunięty ze studiów w 1968. W następnym roku rozpoczął edukację w trzyletniej pomaturalnej Szkole Programowania Maszyn Matematycznych. W kolejnym roku rozpoczął studia polonistyczne na Uniwersytecie Warszawskim, których nie ukończył.

### Działalność publiczna
Karierę sceniczną rozpoczął od występowania w kabarecie Abakus, który w 1967 stworzył m.in. z Magdą Umer, Andrzejem Woyciechowskim i Krzysztofem Knittlem. Kilka miesięcy później razem z Jackiem Kleyffem założył grupę kabaretową Salon Niezależnych, w której występował przez kolejne pięć lat. W drugiej połowie lat 70. był konferansjerem scenicznym m.in. Ireny Jarockiej i Anny Jantar, a w TVP prowadził program rozrywkowy Telewizyjny Ekran Młodych. W styczniu 1976 podpisał list protestacyjny do Komisji Nadzwyczajnej Sejmu PRL przeciwko zmianom w Konstytucji Polskiej Rzeczypospolitej Ludowej. W latach 80. prowadził kino objazdowe. Zagrał rolę Pawła w filmie Janusza Kijowskiego Kung-fu (1979).
W 1990 razem z Andrzejem Woyciechowskim współtworzył Radio Zet, werbując do pracy nowe pokolenie dziennikarzy m.in. Wojciecha Jagielskiego, Marzenę Chełminiak i Szymona Majewskiego. W latach 1990–2011 prowadził audycję Dzwonię do Pani, Pana w bardzo nietypowej sprawie, był także gospodarzem programu Wszystkie pytania świata.
29 lutego 1992 poprowadził w Sali Kongresowej w Warszawie Galę Piosenki Popularnej i Chodnikowej. W 1993 nawiązał współpracę z Telewizją Polską, dla której prowadził teleturnieje: Miliard w rozumie (1993–2005), Złoty interes (2003–2005) i 3 na 6. W 2000 wydał w Londynie książkę pt. „Jeden może, drugi nie”. W 2008 odgrywał rolę Ojca Fouras w dwóch polskich edycjach programu TVP2 Fort Boyard. Został odsunięty z pracy w TVP po wystąpieniu w reklamie telewizyjnej.
W latach 2008–2009 występował w charakterze narratora w programie TV Puls Niesamowite historie. W 2013 był komentatorem w programie TVN24 Szkło kontaktowe. 28 czerwca 2013 został zwolniony z pracy w Radiu Zet, a we wrześniu tego samego roku rozpoczął pracę w Radiowej Jedynce, w której prowadził audycje: Wszystko, co chciałbyś wiedzieć i nie boisz się zapytać, Ene due like fake… o książkach naszego dzieciństwa, Rewizja osobista, Weiss na wakacjach i Twarzą w twarz – próba bilansu. W połowie maja 2016 został zwolniony z pracy w Jedynce. W latach 2017–2019 współprowadził program publicystyczny Bez ograniczeń w Superstacji.
Zmarł po ciężkiej chorobie 10 marca 2023 roku w wieku 74 lat, 24 marca spoczął na Cmentarzu Wojskowym na Powązkach w Warszawie (kwatera G II-tuje-12).

## Odznaczenia i nagrody
W 2010 za audycję Dzwonię do Pani, Pana w bardzo nietypowej sprawie otrzymał nagrodę w plebiscycie MediaTory – Studenckie Nagrody Dziennikarskie w kategorii ReformaTOR, przyznawaną dziennikarzom, którzy zmieniają rzeczywistość z dobrym skutkiem.
W 2011 za wybitne zasługi dla kultury polskiej, za znaczące osiągnięcia w twórczości artystycznej został odznaczony Krzyżem Oficerskim Orderu Odrodzenia Polski.